# Seles
Seles (fins 1975 Vila Nova de Seles) és un municipi de la província de Kwanza-Sud. Té una extensió de 3.101 km² i 174.981 habitants. Comprèn les comunes de Seles, Amboiva i Botera. Limita al nord amb el municipi de Conda, a l'est amb els municipis de Cela, al sud amb el municipi de Cassongue, i a l'oest amb els municipis de Sumbe.

## Personatges
- José Manuel Garcia Cordeiro (* 1967), bisbe portuguès.